# 久留島光通
久留島 光通（くるしま てるみち）は、江戸時代中期の大名。通称は靭負、帯刀。豊後国森藩5代藩主。官位は従五位下・信濃守。

## 略歴
2500石を領した旗本・久留島通貞（2代藩主・久留島通春の次男）の次男として誕生。初名は通綜。
世嗣だった久留島通重の死去により、正徳5年（1715年）4月27日、先代藩主・久留島通政の養嗣子となる。同年5月28日、7代将軍徳川家継にお目見えする。享保4年（1719年）12月25日、養父通政の死去に伴って家督を継いだ。享保5年12月18日、従五位下信濃守に叙任する。享保17年（1732年）、飢饉が藩内を襲うと、幕府より2000両を借用して対処した。その後、藩財政再建のため、上米制を中心とした藩政改革を行なった。駿府城番を命じられる。寛延3年（1751年）3月1日、大番頭に就任する。宝暦8年（1759年）11月18日、伏見奉行に就任する。
明和元年（1764年）9月18日に61歳で死去し、跡を五男・通祐が継いだ。法号は泰竜院。

## 系譜
父母
- 久留島通貞[1]（実父）
- 久留島通政（養父）

正室
- 木下俊量の娘

側室
- 小澤氏

子女
- 久留島通祐（五男）生母は小澤氏（側室）
- 山崎義俊[2]（六男）
- 久留島通同（七男）
- 青木一新正室
- 渡辺信綱継室
- 高井綽房室
- 青木直美正室
- 久留島通高室
- 高井綽房の養女